# 田中賢二
田中 賢二（たなか けんじ、1938年3月22日 - ）は、日本の経営者。福岡県出身。

## 経歴
1961年に早稲田大学法学部を卒業し、同年に第一銀行に入行。1991年6月に取締役に就任し、1992年4月に常務、1995年5月にジャスコ副社長を経て、1996年5月には社長に就任。1997年6月に第一勧業銀行での総会屋への利益供与事件への関与により、辞任し、逮捕された。